# Giuseppe Albani

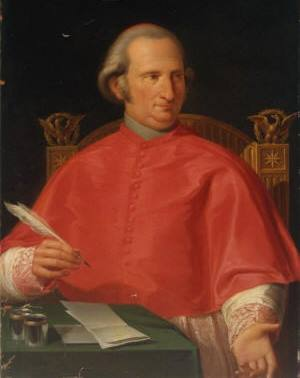
Giuseppe Kardinal Albani

Kardinalswappen

Giuseppe Andrea Albani (* 13. September 1750 in Rom; † 3. Dezember 1834 in Pesaro) war ein Kardinal der katholischen Kirche.

## Leben
Kardinal Albani entstammte einer angesehenen italienischen Familie, Nachkommen von albanischen Glaubensflüchtlingen (Arbëresh), die im 15. Jahrhundert nach Italien eingewandert waren. Papst Clemens XI. entstammte dieser Familie, ebenso dessen Neffen Carlo Albani (1687–1724), Fürst von Soriano nel Cimino, Annibale Albani (1682–1751), der Kardinal wurde, und Alessandro Albani (1692–1779), ebenfalls ein Kardinal. Carlos Sohn Orazio Albani, Fürst von Soriano (1717–1792), und Maria Anna Cybo-Malaspina waren Giuseppes Eltern.
Er studierte am Priesterseminar von Siena und später in Rom. Papst Clemens XIV. verlieh ihm den Titel eines Päpstlichen Hausprälaten. Unter Pius VI. wurde er 1787 Auditor der Apostolischen Kammer. 1794 wurde er nach Wien entsandt, um dort ein Bündnis des Kirchenstaates mit Kaiser Franz II. auszuhandeln. Nach der französischen Besatzung Roms versuchte Albani vergeblich, Pius VI. Zuflucht in kaiserlichen Territorien zu sichern.
Albani wurde am 23. Februar 1801 von Papst Pius VII. zum Kardinal kreiert und erhielt die Titeldiakonie San Cesareo in Palatio. Ab 1828 war er Kardinaldiakon von Santa Maria in Via Lata. Während der napoleonischen Besetzung Roms nahm er von 1808 bis 1814 Zuflucht in Wien. 1817 wurde er Präfekt der Konzilskongregation. Albani nahm am Konklave von 1823 teil, das Papst Leo XII. wählte, und unterstützte dort die Kandidatur des Staatssekretärs Ercole Consalvi. Ebenso nahm er am Konklave von 1829 teil, bei dem Papst Pius VIII. gewählt wurde, und schließlich am Konklave von 1830/1831, das Papst Gregor XVI. wählte. In letzterem Konklave führte er den moderaten Flügel des Kardinalskollegiums an, der Bartolomeo Pacca unterstützte.
Von Ende März 1829 bis Dezember 1830 war er Kardinalstaatssekretär von Pius VIII. Als solcher suchte er gegenüber liberalen Bewegungen in Europa diplomatische Beziehungen, beispielsweise zu den Unterstützern der Belgischen Revolution und dem ab 1830 regierenden französischen König Louis-Philippe I.
Ab 1830 war er Kardinalbibliothekar der römischen Kirche und damit nomineller Leiter der vatikanischen Bibliothek.
Aus seinem Geschlecht entstammen weitere Kardinäle (Gian Girolamo Albani, Annibale Albani, Alessandro Albani, Gian Francesco Albani) sowie Gianfrancesco Albani, der 1700 zum Papst Clemens XI. gewählt wurde.